# Polnische Badmintonmeisterschaft 1986
Die Polnische Badmintonmeisterschaft 1986 fand vom 31. Januar bis zum 2. Februar 1986 in Koszalin statt. Es war die 22. Austragung der Titelkämpfe.

## Medaillengewinner
| Disziplin    | Gold                                                                      | Silber                                                                    | Bronze |
| ------------ | ------------------------------------------------------------------------- | ------------------------------------------------------------------------- | --- |
| Herreneinzel | Grzegorz Olchowik (Technik Głubczyce)                                     | Jerzy Dołhan (Technik Głubczyce)                                          | Stanisław Rosko (Technik Głubczyce) Jacek Hankiewicz (Kolejarz Katowice)                                                                             |
| Dameneinzel  | Bożena Siemieniec (Technik Głubczyce)                                     | Bożena Haracz (Technik Głubczyce)                                         | Ewa Wilman (Technik Głubczyce) Elżbieta Kuczkowska (Żyrardowianka Żyrardów)                                                                          |
| Herrendoppel | Jerzy Dołhan (Technik Głubczyce) Grzegorz Olchowik (Technik Głubczyce)    | Brunon Rduch (Unia Bieruń Stary) Piotr Rduch (Unia Bieruń Stary)          | Janusz Czerwieniec (Kolejarz Katowice) Jacek Hankiewicz (Kolejarz Katowice) Kazimierz Ciuryś (Technik Głubczyce) Stanisław Rosko (Technik Głubczyce) |
| Damendoppel  | Bożena Siemieniec (Technik Głubczyce) Zofia Żółtańska (Technik Głubczyce) | Bożena Haracz (Technik Głubczyce) Ewa Wilman (Technik Głubczyce)          | Renata Golis (Stal Nowa Dęba) Barbara Zimna (Technik Głubczyce) Katarzyna Krasowska (Technik Głubczyce) Marzena Masiuk (Technik Głubczyce)           |
| Mixed        | Jerzy Dołhan (Technik Głubczyce) Ewa Wilman (Technik Głubczyce)           | Grzegorz Olchowik (Technik Głubczyce) Zofia Żółtańska (Technik Głubczyce) | Kazimierz Ciuryś (Technik Głubczyce) Bożena Siemieniec (Technik Głubczyce) Brunon Rduch (Unia Bieruń Stary) Karolina Piątek (Unia Bieruń Stary)      |